# Comté de Missaukee
Le comté de Missaukee (Missaukee County en anglais) est dans le nord de la péninsule inférieure de l'État du Michigan. Son siège est à Lake City. Selon le recensement de 2000, sa population est de 14 478 habitants. 

## Géographie
Le comté a une superficie de 1 486 km², dont 1 468 km² en surfaces terrestres.

### Comtés adjacents
- Comté de Kalkaska (nord)
- Comté de Roscommon (est)
- Comté de Clare (sud-est)
- Comté d'Osceola (sud-ouest)
- Comté de Wexford (ouest)